# Innokenti Smoktunovski
Innokenti Mikhàilovitx Smoktunovski, rus: Инноке́нтий Миха́йлович Смоктуно́вский (nascut Smoktunóvitx,rus: Смоктуно́вич), Tatiànovka, óblast de Tomsk, 28 de març de 1925 - Moscou, 3 d'agost de 1994) fou un actor de teatre i cinema soviètic i rus. Va ser nomenat Artista del Poble de l'URSS (1974) i Heroi del Treball Socialista (1990). Fou guanyador del Premi Lenin (1965) i va participar en la Gran Guerra Patriòtica de 1941-1945.
Les interpretacions de Smoktunovski a l'escenari -el Príncep Mixkin al Teatre Tovstonógov, el tsar Fiódor Ioànnovitx al Teatre Mali, Ivànov de Txékhov i Porfiri Golovliov al Teatre d'Art de Moscou- van ingressar al fons d'or de l'art teatral rus.
Smoktunovski va ser anomenat el primer actor intel·lectual del cinema soviètic; va interpretar els seus millors papers a les pel·lícules Soldats (rus: Солдаты, Soldati), Nou dies d'un any (rus:  Девять дней одного года, Déviat dnei odnogó goda), Hamlet, Txaikovski (rus: Чайковский), Sastre de senyores (rus: Да́мский портно́й, Damski portnoi) i en la comèdia lírica d'Eldar Riazànov Compte amb el cotxe (rus: Берегись автомобиля, Bereguís avtomobília).

## Primers anys

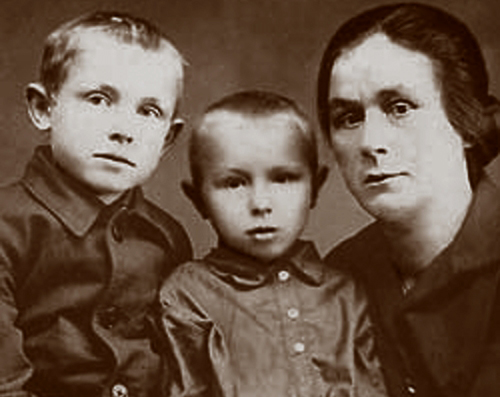
Smoktunovski (esquerra) amb el seu germà Vladímir i la seva tieta el 1930

Smoktunovski va néixer a un poble siberià en una família camperola d'ètnia belarussa.Alguna vegada es va escampar el rumor que provenia d'una família polonesa, fins i tot de la noblesa, però el mateix actor desaprovava aquestes teories, tot afirmant que la seva família era belarussa i no de la noblesa. Va servir en l'Exèrcit Roig durant la Segona Guerra Mundial. El 1946, es va unir a un teatre a Krasnoiarsk, i després es va traslladar a Moscou. El 1957, va ser convidat per Gueorgi Tovstonógov a unir-se al Teatre Dramàtic Bolxoi de Leningrad, on va sorprendre el públic amb la seva interpretació dramàtica del príncep Mixkin a l'obra de Dostoievski L'idiota. Un dels seus millors papers va ser el paper principal a l'obra Tsar Fiódor Ioànnovitx d'Aleksei Konstantínovitx Tolstoi (Teatre Mali, 1973).

## Carrera cinematogràfica

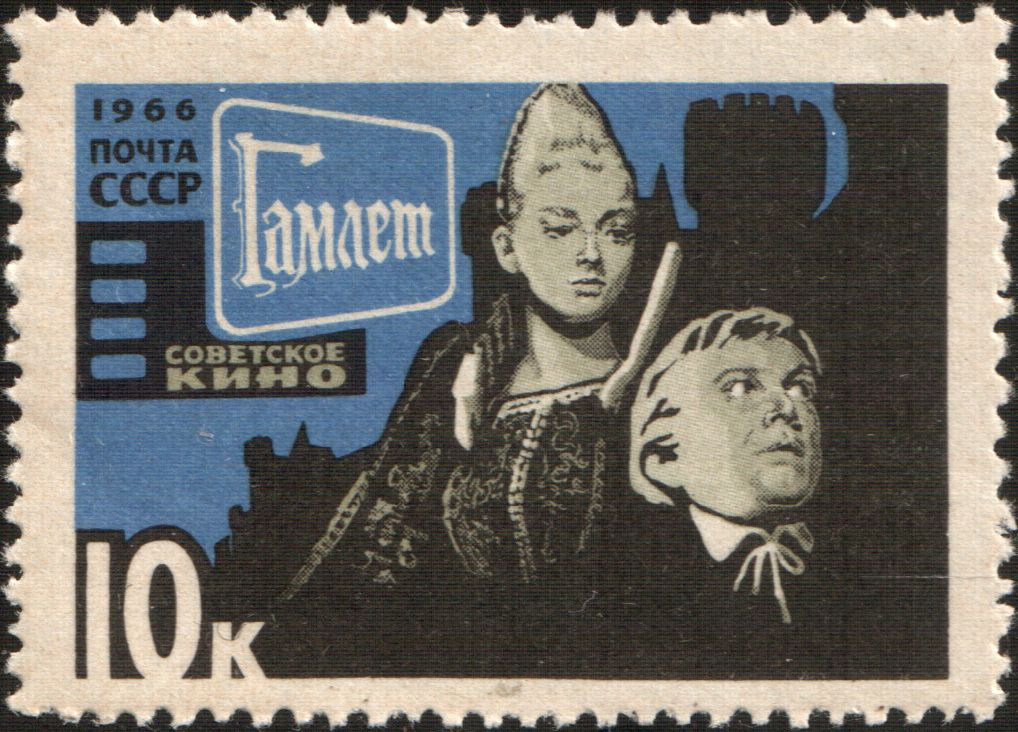
Smoktunovski com a Hamlet amb Anastassia Vertínskaia en un segell soviètic de 1966

El llançament de la seva carrera cinematogràfica es va produir amb la pel·lícula de Mikhaïl Romm Nou dies d'un any (1962). El 1964, va interpretar el paper de Hamlet de Shakespeare a la versió cinematogràfica de Grigori Kózintsev, que va aconseguir elogis de Laurence Olivier així com el Premi Lenin. Molts crítics anglesos van classificar el Hamlet de Smoktunovski per damunt de la interpretació, d'Olivier, en un moment en què aquesta encara era considerada la definitiva. Smoktunovski va crear un retrat heroic integral, que combinava el que semblava incompatible abans: simplicitat viril i exquisit aristocratisme, amabilitat i sarcasme càustic, una mentalitat lúcida i autosacrifici.
Smoktunovski va arribar a ser conegut per a públics més amplis com a Iuri Detotxkin, en la sàtira detectivesca Compte amb el cotxe d'Eldar Riazànov (1966)que va revelar les destacades dots còmiques de l'actor. Posteriorment, va interpretar Piotr Ilitx Txaikovski a la pel·lícula Txaikovski (1969), l'oncle Vània a la versió cinematogràfica (1970) d'Andrei Mikhalkov-Kontxalovski de l'obra homònima de Txékhov, el narrador a la pel·lícula d'Andrei Tarkovski Zérkalo (1975), un ancià a la pel·lícula d'Anatoli Efros El dijous i mai més (1977), i a Salieri a la producció de Mikhaïl Schweitzer Petites tragèdies (1979) basada en obres de Aleksandr Puixkin.
El 1990, Smoktunovski va guanyar el premi Nika en la categoria de Millor Actor. Va morir el dimecres 3 d'agost de 1994, en un sanatori, amb 69 anys. El planeta menor 4926 Smoktunovskij rebé aquest nom en honor seu.

## Filmografia seleccionada
- 1956 Soldats com a Farber
- 1957 Tempesta com a Muromtsev
- 1957 Al costat de nosaltres com a Andrei
- 1959 Carta no enviada com a Konstantín Sabinin
- 1961 Nou dies d'un any com a Ilià Kulikov
- 1962 Mozart i Salieri com a Wolfgang Amadeus Mozart
- 1964 Hamlet com a Hamlet
- 1966 Compte amb el cotxe com a Iuri Détotxkin
- 1969 Txaikovski com a Piotr Ilitx Txaikovski
- 1970 Crim i càstig com a Porfiri Petróvitx
- 1970 L'oncle Vània, com a Ivan Voinitski, oncle Vània
- 1972 La doma del foc com a Konstantín Tsiolkovski
- 1973 Moscou-Cassiopeia com a I. O. O. (realitzant funcions especials)[9]
- 1974 El romanç dels enamorats com a Trompetista
- 1974 Adolescents a l'Univers com a I. O. O. (realitzant funcions especials)
- 1975 Zérkalo com La veu d'Aleksei
- 1975 Confiança com a Nikolai Bóbrikov
- 1975 Van combatre per la pàtria com a cirurgià
- 1979 Barrera com a Antoni Manev
- 1979 Petites tragèdies com a Antonio Salieri i Baró Vell
- 1979 Moscou no creu en les llàgrimes apareix en un cameo
- 1983 Dos sota un paraigua com a Till
- 1984 Ànimes mortes, com a Pluixkin
- 1985 Rússia al principi com a Justinià I
- 1985 L'estrany cas del Dr. Jekyll i el senyor Hyde com a Doctor Henry Jekyll
- 1986 Sherlock Holmes al segle XX com el primer ministre Lord Thomas Bellinger
- 1987 Ulls negres com a Modest Petróvtx, alcalde
- 1988 Guardamarines, endavant! com a André Hercule de Fleury
- 1989 Mare com a governador
- 1991 Geni com a Líder de la màfia Guilia, també conegut com a Príncep'
- 1993 Zóloto[10]com a Don Diego
- 1993 Vull anar a Amèrica com a escriptor
- 1994 Iniciació de l'amor text de l'autor
- 1997 Vi de dent de lleó com a coronel Frehley

## Crítica
És atractiu perquè hi ha una llum interior, no puc anomenar-lo d'una altra manera. Em crida l'atenció el misteri del procés creatiu: no es pot explicar. No es pot treballar amb ell com amb altres actors, no se'l pot doblegar a la lògica, cal deixar-lo viure...  
El 1959, Naum Berkovski en un article dedicat a l'Idiota de Tovstonógov, va descriure a Innokenti Smoktunovski com un actor d'estil intel·lectual, capaç de combinar el gest, la mímica i la posa amb el joc de l'ànima. Va assenyalar que aquest estil escènic té la seva pròpia tradició, encarnada en noms com Pável Orléniev (el primer intèrpret del paper de Fiódor Ioánnovich en la tragèdia Tsar Fiódor Ioánnovich de Alekséi Konstantínovich Tolstói), Alexander Moissi i Mijaíl Chéjov. No obstant això, es va afanyar a passar per alt el punt: Dels crítics seria una immodèstia per a equiparar arbitràriament el jove actor als noms il·lustres del passat... Smoktunovski tot per davant, que demostrarà a si mateix, quin lloc ha d'ocupar en el teatre.
A l'escenari teatral i al cinema, l'actor va interpretar diversos papers: el príncep Mixkin i Iúduxka Golovliov, Hamlet, Iuri Détoixkin. El que tenien en comú era la marcada introversió. Sobre la pel·lícula Soldats, en què l'actor va cridar l'atenció per primera vegada, van escriure el 1966 Inna Soloviova i Vera Shítova:
| « | En circumstàncies de guerra, on la separativitat sembla alhora impossible i estranya, l'heroi de Smoktunovski... posseïa una mena de singularitat orgànica, una separativitat de la seva existència. Això va ser determinant per a tots els papers, sense excepció, interpretats per un actor: no és fàcil d'explicar, però és sorprenentment visible la separació dels personatges. Herois Smoktunovski sempre sociable, sempre molt en contacte, l'entonació mateixa és sempre... a la recerca de retroalimentació. I, però, la gent que va jugar, atreure i molestar a nosaltres, la integritat oculta del seu nucli intern... I si lespectador a la pregunta del que li agrada Smoktunovski, en general respon: El seu encant - aquesta resposta i veritable i fals. L'encant de Smoktunovski no és a l'actor encant, que gairebé no ho fa, però en això, tan estrany, fins i tot per a la pantalla moderna encant de la complexa, separada, que resulta cada vegada difícil i inesgotable... Aquesta és la clau per a un sorprenent a primera vista, que la part superior dels seus papers són de vegades passatges silenciosos o minuts d'aparent inacció. | » |

Aquest passatge mut va ser recordat per la crítica, en particular en la pel·lícula Nou dies d'un any - quan Ilià Kulikov apareixia només en un túnel buit, i el públic no podia veure el seu rostre ni sentir la seva veu, però la seva caminar ho tenia tot.
Hamlet, interpretat per l'actor en la pel·lícula Grigori Kózintsev, és malenconiós, reflexiu, refinat i al mateix temps per al propi actor era sobretot un lluitador - pel humà en l'home. Els crítics van retreure a l'actor que per al seu Hamlet no existia ser o no ser? El mateix actor ha dit que no considera que el famós monòleg (a la pel·lícula apareix abreujat) sigui el clímax del paper, ni que el mateix Hamlet sigui un home de vacil·lacions i dubtes; El personatge de Shakespeare li semblava fort i resolt, dotat d'una enorme voluntat espiritual i energia mental, la seva tragèdia era la tragèdia del coneixement i no del dubte, i les paraules de Vissarion Belinski s'han convertit en el seu far guia: Hamlet és tu, és nosaltres, és jo, és tot, va assenyalar el crític, hauria tingut prou voluntat i determinació per venjar immediatament el seu pare, i vacil·la perquè el seu peni vacil·la perquè el seu pensament -no només sobre Claudia.Si és possible apropar a l'heroi shakesperià el més possible a nosaltres, va escriure Maia Turóvskaia, Smoktunovski ho aconsegueix.